# (2014) Vasilevskis
(2014) Vasilevskis (1973 JA) ist ein Asteroid des Hauptgürtels, der am 2. Mai 1973 von Arnold R. Klemola am Lick-Observatorium auf dem Mount Hamilton entdeckt wurde.

## Benennung
Der Asteroid wurde nach dem Astronomen Stanislav Vasilevskis († 1988) benannt, der von 1949 bis zu seinem Ruhestand im Jahr 1974 am Lick-Observatorium tätig war.